# 阿尔贝二世 (摩纳哥)
阿尔贝二世（法语：Albert Alexandre Louis Pierre Grimaldi，1958年3月14日—），现任摩纳哥亲王，格里马尔迪王室家族族長和摩纳哥公国国家元首。他是已故摩纳哥亲王兰尼埃三世与王妃格蕾丝·凯莉的独子，姐姐是汉诺威王妃卡洛琳公主，妹妹是斯蒂芬妮公主。2005年3月7日兰尼埃三世病危消息传出后，阿尔贝于3月31日被宣布为摄政。4月6日，兰尼埃亲王医治无效去世，作为王储的阿尔贝成为摩纳哥公国的新君主。阿尔贝二世是慈善组织孤儿国际的顾问，以及多家環保、体育、海洋自然組織的忠實成員。
他出生于摩納哥親王宮，在阿默斯特学院学习政治学之前曾就读于阿爾貝一世高中。 在他年轻的时候，他在冬季奥运会决赛中参加了雪车比赛，然后于2002年退役。
阿尔贝是世界上最富有的皇室成员之一，资产价值超过$10亿美元，其中包括摩纳哥和法国的土地。 他拥有摩納哥海浴公司的股份，该公司经营摩纳哥的赌场和公国的其他娱乐场所。
2011年7月，阿尔伯特亲王与南非奥运游泳运动员夏琳·维特斯托克结婚。 他们有两个孩子，双胞胎公主加布里埃拉和王世子雅克。 阿尔伯特亲王也是他婚前出生的两个孩子的父亲，他们分别是美国出生的 Jazmin Grace Grimaldi 和法国出生的亞歷山大·柯斯特(Alexandre Grimaldi-Coste)。
2020年3月19日，阿尔贝二世确诊感染2019冠状病毒病，是全球首位感染的国家元首。

## 子女
亲王有两名公开承认的私生子女：
与美国的有夫之妇塔马拉·罗托洛有一个私生女：
- 女儿：贾思敏·格蕾丝·格里马尔迪（英语：Jazmin Grace Grimaldi） Jazmin Grace Grimaldi，1992年3月4日生於美國棕櫩泉市

与多哥前黑人空姐妮科尔·柯斯特有一个私生子：
- 儿子：亞歷山大·柯斯特 Alexandre Eric Stéphane Coste 2003年8月24日生於巴黎聖文森保祿神父醫院

他和夏琳親王妃的子女于2014年12月10日於摩洛哥格蕾絲王妃中心醫院出生，是一对龙凤胎。
- 长女：加布里埃拉·特丽丝·玛丽 Gabriella Thérèse Marie，摩纳哥公主，卡拉德斯女伯爵，与弟弟是龙凤胎；
- 长子：雅克·奥诺雷·兰尼埃 Jacques Honoré Rainier'，摩纳哥王储，鲍克斯侯爵，与姐姐是龙凤胎。

## 头衔
阿尔贝二世亲王的头衔有：摩纳哥亲王，瓦伦丁公爵，埃斯图特维尔公爵，马萨林公爵，马耶讷公爵，博塞恩城堡郡王，包克斯侯爵，希利马扎兰侯爵，吉斯卡尔侯爵，贝尔里侯爵，波利尼亚克伯爵，卡拉德斯伯爵，菲尔利特，贝尔福，坦恩和罗斯蒙特伯爵，托里尼伯爵，隆格瑞莫伯爵，克莱代伯爵，卡尔维内男爵，比伊男爵，勒鲁修比尔男爵，昂比埃男爵，阿尔特基克男爵，圣洛男爵，马赛男爵，伊斯内姆领主，圣雷米领主，马提翁殿下。

## 榮譽
- 摩納哥 掌門級聖夏爾勳章

#### 其他榮譽
- 黎巴嫩 黎巴嫩功績勳章（英语：Order of Merit (Lebanon)）（大綬）
- 法國海事功績勳章